# مارسلو کالرو
مارسلو کالرو (انگلیسی: Marcelo Calero؛ زادهٔ ۷ ژوئیهٔ ۱۹۸۲) سیاستمدار و دیپلمات اهل برزیل است. او وزیر فرهنگ در دولت میشل تمر بود.
در سال ۲۰۱۸، کالرو با حمایت لیورس، یک جنبش سیاسی لیبرال کلاسیک، به عنوان عضو مجلس نمایندگان برزیل از حزب Cidadania 
و حوزه انتخابیه ریو دو ژانیرو انتخاب شد. او آشکارا همجنسگرا است و دومین فرد دگرباش جنسی است که به عنوان عضو کنگره برزیل انتخاب شده است.